# Plectrone polita
Plectrone polita är en skalbaggsart som beskrevs av Oliver Erichson Janson 1884. Plectrone polita ingår i släktet Plectrone och familjen Cetoniidae. Inga underarter finns listade i Catalogue of Life.